# Однообразный меламфай
Однообразный меламфай (лат. Melamphaes uniformis) — вид морских лучёпёрых рыб рода Melamphaes из семейства меламфаевых.

## История изучения
Вид описан в 2013 году А.С. Котляром по единственному хорошо сохранившемуся — с небольшими утратами кожи головы и без чешуи —экземпляру (самке), хранящемуся в фондах ИО РАН. Рыба была выловлена в 1975 году научным судном «Дмитрий Менделеев» в водах Тасманова моря (координаты 32°30′ ю.ш., 155°27′ в.д.); глубина траления составила 500 м (горизонт 500–0 м).
Видовое название «uniformis» в переводи с латинского означает «однообразный», «простой» и отсылает одновременно к однотонной окраске тела голотипа и к схожести с близкородственными видами.

## Описание
Единственный известный экземпляр достигает длины 36 мм. Голова составляет примерно треть от длины тела, верхняя челюсть немного больше нижней. Зубы есть на обоих челюстях, размещены в три неровных ряда. На первых жаберных дугах расположено 22-23 тычинки. Тычинки плоские, покрыты по внутреннему краю разноразмерными шипами. Жаберная крышка снабжена расположенными по верхнему заднему краю семью мелкими шипами, а также, исходя из остаточных чешуйных карманов, была покрыта четырьмя чешуями. На голове частично сохранились поры подглазничного сейсмосенсорного канала (две над задним концом верхней челюсти и три или четыре в углу рта).
Позвонков 29 (11 туловищных). От гемальной дуги первого хвостового позвонка отходят направленные вниз и в стороны парные шипы-«шпоры». У спинного плавника 19 лучей (три первых жёсткие, остальные мягкие), у анального – 9 (первый жёсткий), у грудных – 15, у брюшных – 8 (первый жёсткий). Брюшные и анальные плавники смещены вперёд относительно близкородственных видов, начинаясь на линии с задним краем основания грудных плавников и под третьим с конца лучом спинного плавника соответственно.
Зафиксированный в спирте образец имеет однотонную коричневую окраску тела и жаберно-ротовой полости. Плавники светлые.

## Классификация
Однообразный меламфай относится к группе многотычинковых (т.е. с большим числом жаберных тычинок) видов рода. Ближайшими родственниками являются M. polylepis и M. falsidicus, от которых Melamphaes uniformis отличается пропорциями головы, строением сейсмосенсорных органов, жаберных тычинок и анатомией плавников.